# Coscinodiscophyceae
Coscinodiscophyceae – klasa okrzemek. Zdefiniowana w 1990 roku jako zbliżona do tradycyjnie wyróżnianej grupy okrzemek centrycznych o różnej randze systematycznej (Centriceae, Centrales). Później jej definicję modyfikowano. W niektórych ujęciach jest tożsama z taksonami wyższego lub niższego rzędu: Coscinodiscophytina Medlin & Kaczmarska 2004 lub Coscinodiscophycidae Round & Crawford 1990. 
Według definicji opracowanej przez Lindę Medlin i Irenę Kaczmarską przedstawicieli tej klasy zwykle charakteryzuje symetria promienista ornamentacji. Wyrostki występują zwykle na obrzeżach pancerzyka i są to wyrostki labialne lub służące do łączenia w kolonie. Wyrostki położone na jego centralnej części są wyjątkowe. Organella zwykle tworzą zestaw określany jako G-ER-M, czyli aparat Golgiego przylega do cystern siateczki endoplazmatycznej i mitochondrium, a to przylega do błony komórkowej lub jądrowej, co jest uznawane za cechę starą ewolucyjnie. Kompleks ten może znajdować się w różnych regionach komórki. W chloroplastach pojedynczy pirenoid, połączony z błoną, nie stykający się z tylakoidami, przez który przenikają błoniaste lamelle. 
Rozmnażanie płciowe na drodze oogamii. Auksospory rosną izometrycznie, mają giętkie ściany komórkowe z krzemionkowymi płytkami. W trakcie dojrzewania plemniki zwykle pozbywają się plastydów (są merogeniczne), czasem też aparatu Golgiego. Mają wydłużone jądra komórkowe i mitochondria.
Medlin i Kaczmarska swoją definicję oparły o cechy zgodne z wynikami analiz molekularnych. Okrzemki centryczne niezaliczone do tej klasy umieściły w nowo opisanej klasie Mediophyceae (Jouse & Prosbkina-Lavrenko) Medlin & Kaczmarska 2004. W większości mimo centrycznego kształtu, charakteryzuje je symetria dwubiegunowa, upodabniając je w tym do okrzemek pierzastych. Rozdzielenie tych grup nastąpiło prawdopodobnie na początku jury. 
W systemie AlgaeBase w połowie 2024 roku klasę dzielono w następujący sposób: 
- podklasa Archaegladiopsophycidae
  - rząd   Archaegladiopsidales
  - rząd Gladiales
  - rząd Stephanopyxales
- podklasa Corethrophycidae
  - rząd Corethrales
- podklasa Coscinodiscophycidae
  - rząd Arachnoidiscales
  - rząd Asterolamprales
  - rząd Chrysanthemodiscales
  - rząd Coscinodiscales
  - rząd Ethmodiscales
  - rząd Orthoseirales
  - rząd Stellarimales
  - rząd Stictocyclales
  - rząd Stictodiscales
- podklasa Lithodesmiophycidae
- podklasa Melosirophycidae
  - rząd Arcanodiscales
  - rząd Melosirales
- podklasa Paraliophycidae
  - rząd Paraliales
- podklasa Rhizosoleniophycidae
- incertae sedis
  - rząd Aulacoseirales
  - rząd Chrysanthemodiscales
  - rząd Leptocylindrales
  - rząd Triceratiales